# Музей общественного транспорта (Лондон)

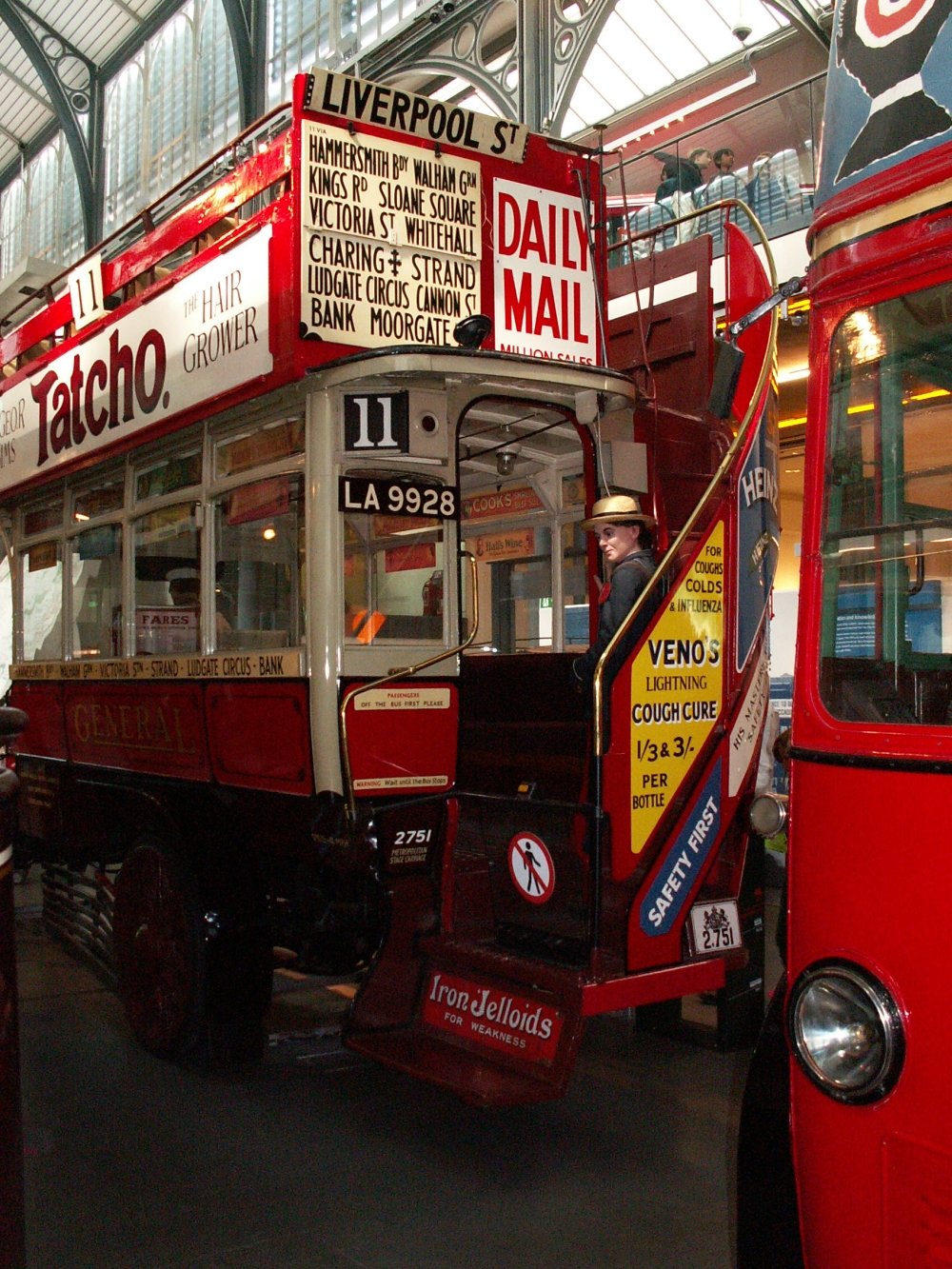
Экспонаты.

Музей общественного транспорта (англ. London Transport Museum, LT Museum) — расположенный в лондонском районе Ковент-Гарден музей, посвящённый истории городского транспорта столицы Великобритании. Открыт (в своем нынешнем местоположении) в 1980 году, в 2005 году был временно закрыт в связи с реконструкцией, заново открыт в 2007 году.
С общественностью работает куратор музея Оливер Грин, он активно пополняет коллекцию музея различными экспонатами, которые выходят из использования на городских маршрутах.

## Коллекция

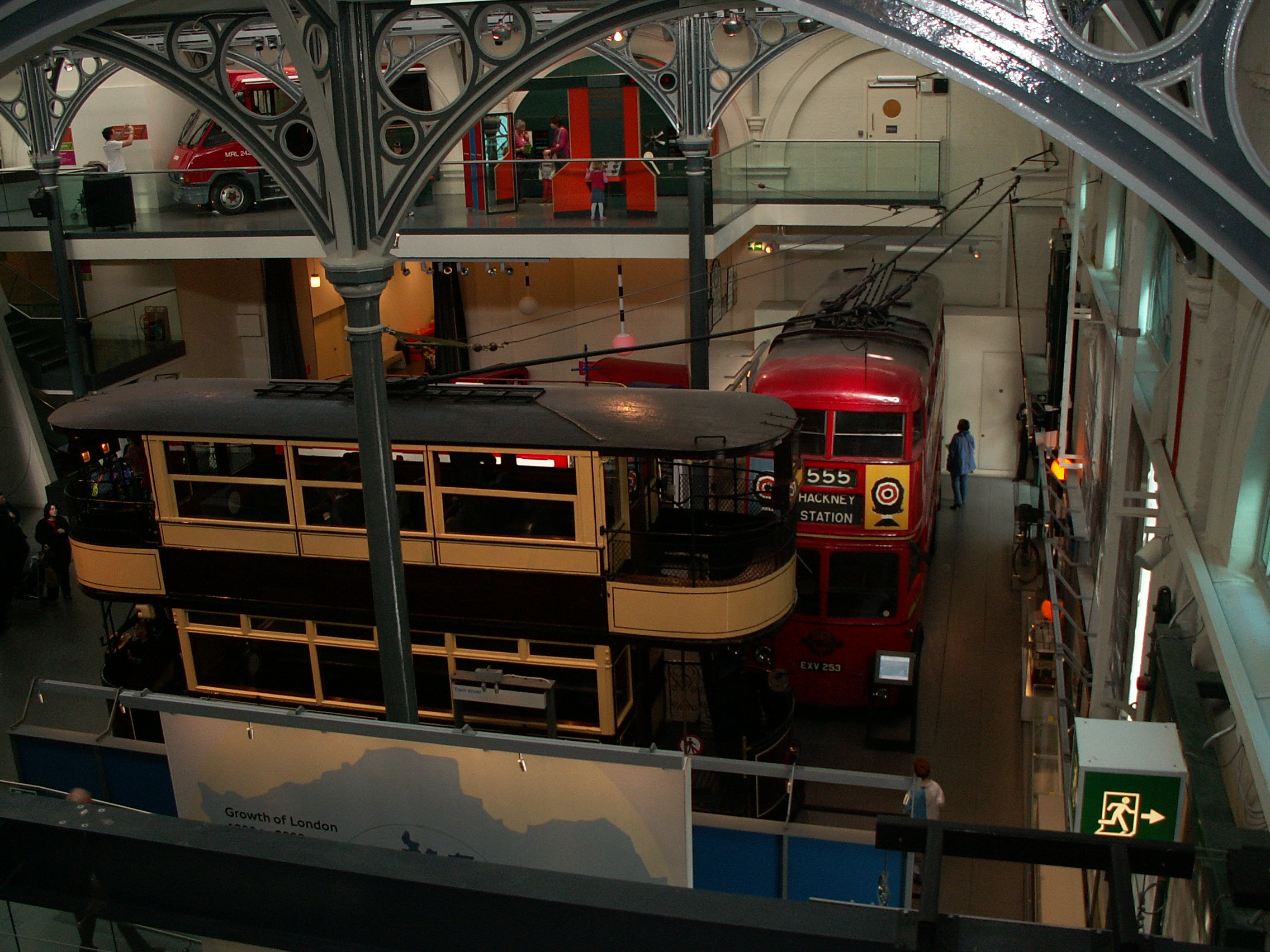
В одном из залов музея.